# تپه شماره ۴ فیروزآباد (گلیله)
تپه شماره ۴ فیروز آباد (گلیله) مربوط به دوران‌های تاریخی پس از اسلام است و در شهرستان الیگودرز، روستای فیروز آباد واقع شده و این اثر در تاریخ ۲۳ بهمن ۱۳۸۰ با شمارهٔ ثبت ۴۷۴۸ به‌عنوان یکی از آثار ملی ایران به ثبت رسیده است.